# Admiral Cowan
Admiral Cowan (M 313), wcześniej HMS Sandown – brytyjski, następnie estoński niszczyciel min typu Sandown. Służył w brytyjskiej Royal Navy jako HMS „Sandown” (M 101) od 1989 do 2004 roku, po czym został sprzedany Estonii i w 2007 roku wszedł do służby w Estońskiej Marynarce Wojennej (Eesti Merevägi) pod nazwą „Admiral Cowan”. Nosi numer burtowy M 313.

## Budowa
Okręt był główną jednostką typu brytyjskich niszczycieli min Sandown, opracowanego na początku lat 80. XX wieku jako tańsza i mniejsza alternatywa dla niszczycieli min typu  Hunt, pozbawiona możliwości trałowania min. Budowę prototypowego okrętu „Sandown” zamówiono w sierpniu 1985 roku w stoczni Vosper Thornycroft w Woolston (część Southampton), która opracowała projekt. Okręt wodowano 16 kwietnia 1988 roku. Budowę ukończono i okręt przekazano marynarce 9 czerwca 1989 roku.

## Opis
Okręty typu Sandown miały kadłub zbudowany z plastiku wzmocnionego włóknem szklanym (GRP). Wyporność standardowa wynosiła 450 ts, a pełna 482 ts (457/492 ton metrycznych). Długość całkowita wynosiła 52,5 m, szerokość: 10,5 m, a zanurzenie: 2,3 m. Załoga liczyła 34 osoby, w tym pięciu oficerów, ponadto przewidziano rezerwowe koje dla sześciu osób.
Uzbrojenie służyło tylko do samoobrony i stanowiła je pierwotnie automatyczna armata przeciwlotnicza kalibru 30 mm DS 30B o długości lufy L/75 (75 kalibrów). W służbie estońskiej uzbrojenie stanowią dwa sprzężone działka przeciwlotnicze kalibru 23 mm L/87 fińskiej firmy SAKO (wersja pochodna ZU-23-2), uzupełnione przez trzy karabiny maszynowe kalibru 12,7 mm.
Napęd stanowiły dwa silniki wysokoprężne Paxman-Valenta 6RP200E/M o mocy łącznej 1523 hp, napędzające pędniki cykloidalne Voith-Schneider, pozwalające na osiąganie prędkości maksymalnej 13 węzłów. Ponadto okręty miały pomocniczy napęd elektryczny, pozwalający na osiąganie prędkości do 6,5 węzła. Na dziobie znajdują się dwa stery strumieniowe Schottel. Zasięg wynosił 2500 mil morskich przy prędkości 12 w.
Wyposażenie nawigacyjne obejmowało radar nawigacyjny Kelvin Hughes Type 1007 (pasmo I). Wyposażenie do poszukiwania min stanowił wielofunkcyjny sonar Marconi Type 2093 z pięcioma antenami. Ponadto nowsze źródła podają sonar obserwacji bocznej Klein 5000 z holowaną anteną. Okręty miały ponadto system informacji bojowej Nautis M. W 2018 roku sonar kadłubowy wymieniono na Thales typ 2193 i zamontowano nowy system dowodzenia i kierowania (C2) operacjami przeciwminowymi Thales M-CUBE.
Okręty przenosiły początkowo dwa zdalnie kierowane pojazdy podwodne PAP-104 Mk 5 do zwalczania min. W służbie estońskiej otrzymały pojazdy podwodne Seafox C.

## Służba

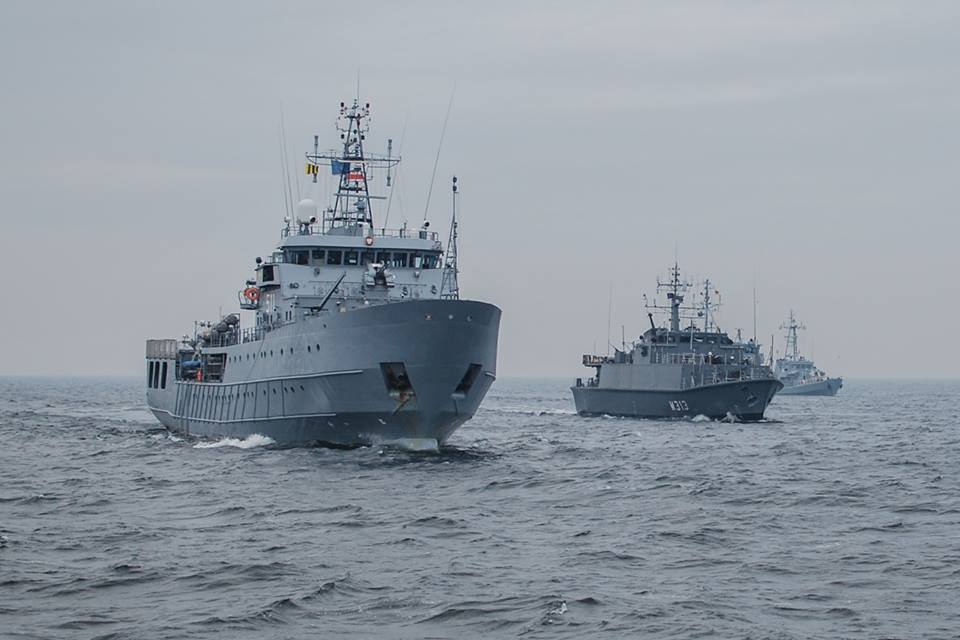
„Admiral Cowan” z polskim okrętem dowodzenia ORP „Kadm. X. Czernicki” podczas ćwiczeń Steadfast Jazz w listopadzie 2013

### W Wielkiej Brytanii
HMS „Sandown” (numer burtowy M 101) został wcielony do służby w brytyjskiej Royal Navy 9 czerwca 1989 roku. Okres docierania i prób prototypowego okrętu, przydzielonego początkowo do 1 Dywizjonu Niszczycieli Min (MCM 1) w Rosyth, przeciągnął się co najmniej do połowy 1990 roku.
Wchodził następnie w skład 3 Dywizjonu Niszczycieli Min (MCM 3), bazując w Rosyth do zamknięcia tej bazy 7 listopada 1995 roku, po czym w Faslane (HMNB Clyde).
W 2004 roku marynarka brytyjska zdecydowała, w ramach programu oszczędności, wycofać okręt ze służby, wraz z bliźniaczymi HMS „Inverness” i „Bridport”.

### W Estonii
Pod koniec 2005 roku Estonia rozpoczęła rozmowy z Wielką Brytanią na temat sprzedaży jej trzech wycofanych w 2004 roku niszczycieli min typu Sandown, zakończone zawarciem umowy 14 września 2006 roku. Okręty przed przekazaniem poddano remontowi i modernizacji. Jako pierwszy został przekazany i podniósł banderę Estonii „Sandown” – 26 kwietnia 2007 roku w stoczni Babcock w Rosyth. Wszedł do służby Eesti Merevägi pod nazwą „Admiral Cowan”, upamiętniającą brytyjskiego admirała, walczącego m.in. na Bałtyku, Waltera Cowana, z numerem burtowym M 313. Dołączył w skład Dywizjonu Okrętów Przeciwminowych (Miinilaevade Divisjon).
Między innymi, w czerwcu 2010 roku wraz z zespołem estońskim miał wziąć udział w manewrach BALTOPS i odwiedzić Gdynię. W 2012 roku ponownie wziął udział w manewrach BALTOPS i przebywał w Gdyni 1–4 czerwca. W II połowie 2013 roku od sierpnia wchodził w skład Stałego Zespołu Przeciwminowego NATO SNMCMG-1, z polskim okrętem dowodzenia ORP „Kadm. X. Czernicki”. 
Od lipca do grudnia 2018 roku przeprowadzono remont z modernizacją okrętu w stoczni Babcock w Rosyth. Objął on wymianę sonaru kadłubowego na typ 2193 i montaż nowych modułów nawigacji satelitarnej oraz systemu dowodzenia i kierowania operacjami przeciwminowymi Thales M-CUBE.
W drugiej połowie 2020 roku „Admiral Cowan” wchodził w skład stałego zespołu przeciwminowego NATO Mine Countermeasures Group 1 (SNMCMG1), prowadząc 21–24 września działania usuwania min z II wojny światowej w cieśninie Kattegat.